# هاروكا ناكانيشي
هاروكا ناكانيشي (باليابانية: 中西悠؛ بالكانا: なかにし はるか) هي مؤدية صوت يابانية، ولدت في 3 سبتمبر 1977 في نارا في اليابان.

## وصلات خارجية
- هاروكا ناكانيشي على موقع IMDb (الإنجليزية)